# Taenianotus triacanthus
Taenianotus triacanthus är en fiskart som beskrevs av Lacepède 1802. Taenianotus triacanthus ingår i släktet Taenianotus och familjen Scorpaenidae. Inga underarter finns listade i Catalogue of Life.